# Взятие Пайкенда (706)
Взятие Пайкенда — два сражения, произошедшие в 706 году между арабами и согдийцами во время арабских завоеваний. Арабскому полководцу Кутейбе ибн Муслиму удалось захватить город, однако через несколько дней горожане взбунтовались, что привело к тому, что Кутейбе пришлось его снова отвоевывать.
Весной 706 года Кутейба ибн Муслим двинулся в новый поход за Окс (Амударью), в котором ему помогал Тирек с багдисцами. Целью похода являлся крупный торговый город Пайкенд (Байкенд), расположенный на торговой магистрали Мавераннахра, доходившей на востоке до Кашгара. Знаменитый «город купцов» являлся самоуправляемой общиной и не зависел от городов Бухарского оазиса.
Город был хорошо защищен огромными стенами из сырцового кирпича и внутренней цитаделью с единственными воротами. Началась осада, которая длилась два месяца. Мусульмане взяли штурмом стены, что вынудило защитников отступить в цитадель. Там защитники были вынуждены просить мира, который был дарован в обмен на выплату дани. Арабы также оставили в городе небольшой гарнизон. Затем Кутейба покинул город и направился в Мерв.
После ухода основных сил арабов горожане подняли восстание и перебили весь гарнизон, отрезав убитым носы и уши. Такого Кутейба стерпеть не мог и вернулся. Вторая осада длилась месяц. Через месяц осады мусульмане начали подрывать стену в надежде разрушить её. Акция увенчалась успехом, но стена обрушились и убила рабочих. Арабы без труда ворвались в образовавшуюся брешь. Все защитники были перебиты поголовно, город же был отдан на разграбление.
Завоевание Пайкенда предупредило князей и купцов Мавераннахра об опасности мусульманского вторжения. Согдийцы начали готовить войска к сопротивлению Омейядам. После победы при Пайкенде арабы двинулись к Бухарскому оазису.